# Jan Thorn Prikker
Jan Thorn Prikker (L'Aia, 5 giugno 1868 – Colonia, 5 marzo 1932) è stato un pittore olandese.
Esponente dell'Art Nouveau e allievo di Henry van de Velde, divenne celebre soprattutto come pittore di vetrate. La sua opera mistica più conosciuta è La Sposa (1893) conservata nel museo Kröller-Müller di Otterlo.